# كارلوس ميلوك
كارلوس ميلوك (بالإسبانية: Carlos Miloc) هو مدرب كرة قدم ولاعب كرة قدم أوروغواياني في مركز الهجوم، ولد في 9 فبراير 1932 في مونتيفيديو في الأوروغواي، وتوفي في 25 فبراير 2017 في مونتيري في المكسيك. لعب مع نادي إيرابواتو وناسيونال مونتيفيديو.